# Heteronyx hirsutosetosus
Heteronyx hirsutosetosus är en skalbaggsart som beskrevs av Moser 1920. Heteronyx hirsutosetosus ingår i släktet Heteronyx och familjen Melolonthidae. Inga underarter finns listade i Catalogue of Life.